# Thysananthus pancheri
Thysananthus pancheri là một loài Rêu trong họ Lejeuneaceae. Loài này được (Gottsche ex Stephani) Hürl. miêu tả khoa học đầu tiên năm 1989.